# Ꞩ
Das Ꞩ (kleingeschrieben ꞩ) ist ein Buchstabe des lateinischen Schriftsystems, bestehend aus einem S mit schrägem Querbalken. Der nicht mehr gebräuchliche Buchstabe fand in frühen Texten des Kildinsamischen und Niedersorbischen Verwendung.

## Darstellung auf dem Computer
Unicode enthält das Ꞩ seit Version 6.0 im Unicodeblock Lateinisch, erweitert-D an den Codepunkten U+A7A8 (Großbuchstabe) und U+A7A9 (Kleinbuchstabe).
Das lange s mit schrägem Querbalken (ẜ) ist im Unicodeblock Lateinisch, weiterer Zusatz am Codepunkt U+1E9C vorhanden. Davon zu unterscheiden ist das lange S mit hohem Querstrich am direkt darauf folgenden Codepunkt U+1E9D, das einen anderen Buchstaben repräsentiert.

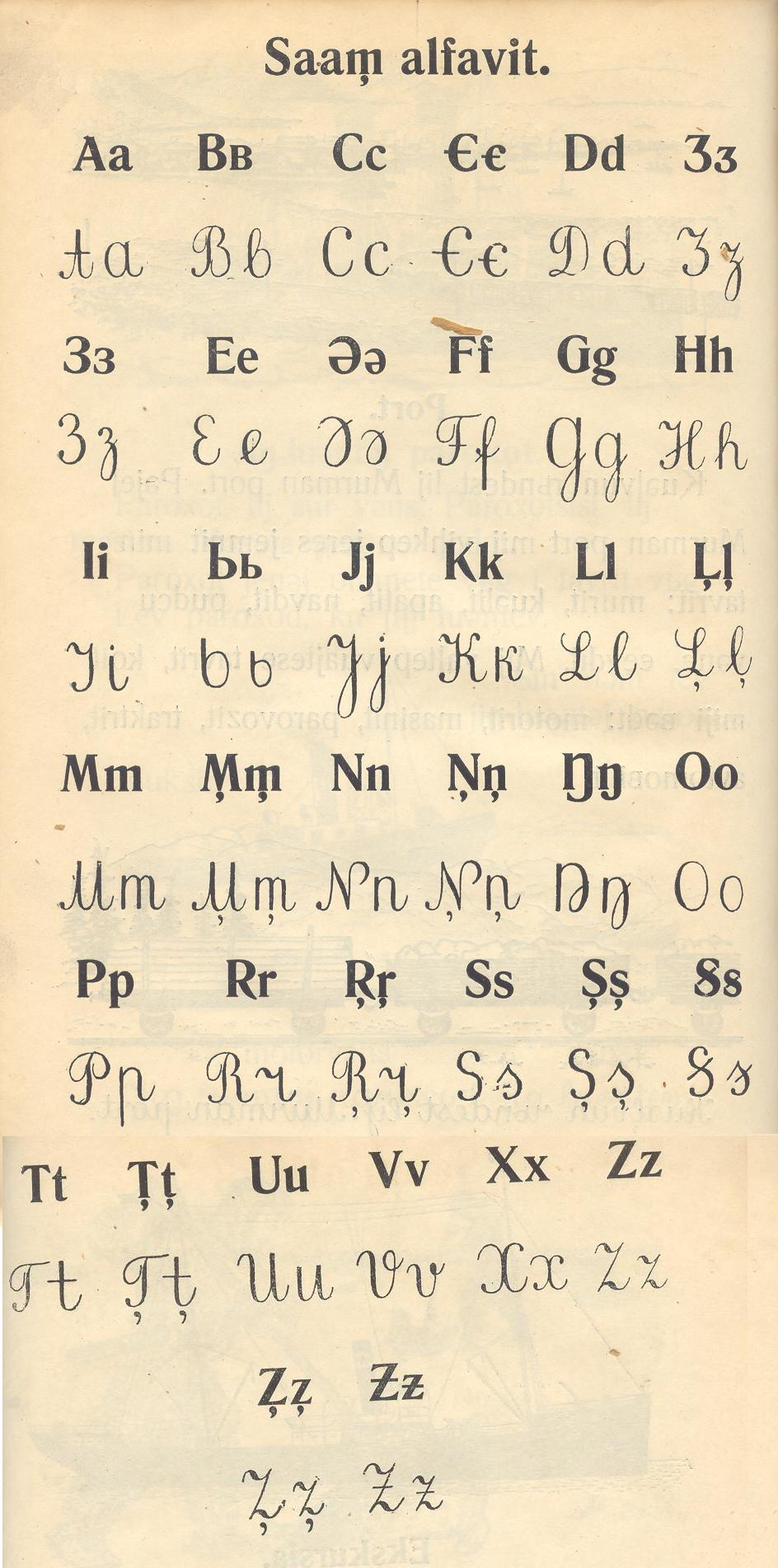
Das kildinsamische Alphabet von 1933 verwendete ebenfalls den Buchstaben S mit Querbalken.